# Eriopygodes
Eriopygodes é um gênero de traça pertencente à família Arctiidae.